# N.V. Woning-Maatschappij
N.V. Woning-Maatschappij was een Nederlandse bouwmaatschappij opgericht in 1872/1873, die ver tot in de 20e eeuw heeft bestaan.
Zij was opgericht voor het bouwen en verhuren van woningen merendeels geschikt voor de arbeidersstand. Als belangrijke aandeelhouders werden genoteerd Nicolaas Gerard Pierson, Christiaan Pieter van Eeghen en Gerard Adriaan Heineken. Zij vergaarde een kapitaal van 400.000 gulden en kocht daarvoor een terrein op het eiland Oostenburg. Daar waren enkele bedrijfjes gevestigd die vertrokken en vervolgens kon onder leiding van architect Dolf van Gendt begonnen worden met het volbouwen van het stuk land met maar liefst 244 woningen. De eerste twee panden stonden aan de Nieuwe Oostenburgerdwarsstraat (1874) en daarna volgden in rap tempo de andere woningen aan de Nieuwe Oostenburgerstraat even, Oostenburgervoorstraat en Nieuwe Oostenburgerstraat oneven. In 1875 stond het terrein vol en kon uitgekeken worden naar andere projecten.
Het ontwerp van Van Gendt werd overgenomen van soortgelijke bouwprojecten, zoals die van Bastiaan de Greef aan de Marnixstraat en Kraijenhoffstraat, Blankenstraat. De woningen kenmerkten zich inwendig door twee kamers, een toilet en een ingebouwde bedstee. Uitwendig vallen met name de symmetrie op met de uitstekende trappenhuizen met dakkapellen, het sierpleisterwerk boven ramen en deuren en de sluitstenen.
In de 21e eeuw heeft De Alliantie het gehele complex laten renoveren, waarbij een aantal woningen werd samengevoegd.